# جوستين لي (ممثل)
جوستين لي (بالإنجليزية: Justin Lee)‏ هو ممثل أمريكي، ولد في 30 سبتمبر 1989 بلوس أنجلوس في الولايات المتحدة.

## أعمال

### أفلام
- (2014) المقابلة[2]

## وصلات خارجية
- جوستين لي على موقع IMDb (الإنجليزية)
- جوستين لي على موقع ألو سيني (الفرنسية)
- جوستين لي على موقع أول موفي (الإنجليزية)